# Lamprophis aurora
Lamprophis aurora – endemiczny gatunek węża z rodziny Lamprophiidae.
Osobniki tego gatunku osiągają rozmiary od 50 do 80 centymetrów. Najdłuższa zanotowana samica mierzyła 64,3 centymetra od czubka pyska do kloaki, samiec 45,9 centymetra. Ciało w kolorze oliwkowozielonym. Na grzbiecie posiadają pomarańczowo-żółtą podłużną pręgę, która z wiekiem może ciemnieć. Podstawą pożywienia są gryzonie. Zjada także żaby i jaszczurki.
Samica składa w lecie 8 do 12 jaj. Inkubacja trwa 72–78 dni. Młode po wykluciu się mają długość około 20 cm.
Węże te występują w Republice Południowej Afryki, Lesotho i Eswatini; istnieje też historyczne stwierdzenie ze wschodniej Botswany.